# Molophilus metuendus
Molophilus metuendus är en tvåvingeart som beskrevs av Alexander 1951. Molophilus metuendus ingår i släktet Molophilus och familjen småharkrankar. Inga underarter finns listade i Catalogue of Life.